# セント・エルモス・ファイアー
『セント・エルモス・ファイアー』（原題: St. Elmo's Fire）は、ジョエル・シュマッカー監督の若者の成長を描いた1985年の映画作品である。エミリオ・エステベス、ロブ・ロウ、アンドリュー・マッカーシー、デミ・ムーア、ジャド・ネルソン、アリー・シーディ、メア・ウィニンガムといったブラット・パックの俳優が出演する著名な作品であり、大学卒業後の生活や大人としての責任との折り合いをつけようとするジョージタウン大学を卒業したばかりの友人グループの姿を描いている。2009年8月にABCは、このジョエル・シュマッカー作品をコメディ調のテレビドラマにする権利を獲得した。

## キャスト
"カーボ" カービー・キーガー（Kirby "Kirbo" Keager）
演 - エミリオ・エステベス
セント・エルモス・バーでウェイターのアルバイトをしながら弁護士を目指しており、大学時代の友人のケヴィン・ドレンツと同居している。大学で会ったデイルを思慕する強迫観念が進み、最近になって再び遭遇して以来自身の将来進む道を変更することを含めて彼女に自分を印象付けようとしている。
ビリー・ヒックス（Billy Hicks）
演 - ロブ・ロウ
グループ内の「お騒がせ屋」で定職にも就いていないがサクソフォーンの演奏に大きな才能を持つ。映画の序盤では成り行きの果てになってしまった夫と父親という立場に馴染めず自宅にはたまに寝に帰るだけという生活を送っている。学生気分を抜けられず、卒業後の生活に虚無感を抱いている。結婚生活での様々な問題で粗暴な面と甘えん坊の面を見せる。
ケヴィン・ドレンツ（Kevin Dolenz）
演 - アンドリュー・マッカーシー
むっつり屋の記者でレズリーに言わせると「必要なのは単純に恋をすること」。書くことを許されているのは死亡記事だけであるが、自身は生きることの意味を模索しており、それに関する記事を書くことに向け懸命になっている。仲間内ではゲイか否かが噂されているが、終盤で彼が何年も前からレズリーに密やかな恋心を抱いていることが判明する。友人のカービー・キーガーと同居している。演じるアンドリュー・マッカーシーはこの役のために煙草を吸い始め、1995年まで禁煙することができなかった。
"ジュールズ" ジュリアンナ・ヴァン・パッテン（Julianna "Jules" Van Patten）
演 - デミ・ムーア
奔放な生活をするコカイン常習者でありグループ内の賑やかな「パーティー・ガール」。以前はレズリー・ハンターのルームメイトであり、現在も彼女の親友である。豪奢で飾り付けたアパートメントに住み、銀行に勤めている。楽しい時間が大好きだが、成長する過程で躍起になって探し続けていた愛情を今でも探している。父親は冷ややかな感情の人物であり何度も結婚と離婚を繰り返した。彼女自身は家族の経済的な問題（子供時代の彼女に辛い仕打ちをした「ママゴン」と呼んでいる継母が重篤な状態にある）の面倒を見なければならないし、自身の生活にも危機が訪れそれのやり繰りもしなければならないという重圧を感じている。
アレック・ニューベリー（Alec Newbury）
演 - ジャド・ネルソン
情の薄い野心家のヤッピーで政治の世界での出世を目指す若き民主党員。レズリーと結婚することに躍起になっているが、彼女の方はこれを拒み続けることから「レズリーがイエスと言うときに僕はノーと言ってやる。」と言いつつ下着モデルと関係を持つ。共和党議員の下で働き始めたときは皆が仰天した。映画の序盤ではレズリーと同棲し始めたばかりで部屋の模様替えをしている。
レズリー・ハンター（Leslie Hunter）
演 - アリー・シーディ
結婚して子供を生む前に建築家としての実績を積みたいと望むアレックのヤッピーガールフレンド。ロマンチストであり、完全に伴侶と人生を共にするようになり感性が失われてしまうかもしれない前に自分の感性を磨こうとしている。アレックと同棲しているが、2人の関係に疑問を持ち始めている。
ウェンディ・ビーミッシュ（Wendy Beamish）
演 - メア・ウィニンガム
裕福な家の娘でグループ内では「うぶ」であり、処女であることをひどく恥じている。他人を助けることに身を捧げ、福祉施設で働いている。ウェンディは実家を出て一人暮らしをすることで家族の過度な庇護から抜け出そうとし、特に自分の選んだ男と結婚するように仕向ける父親（マーティン・バルサムが演じる）からの独立を主張する。実はビリー・ヒックスに恋をしているが父親が彼のような人物を自分の相手として考慮すらしないだろう事も分かっている。終盤でウェンディは自分のアパートメントを手に入れ、ビリーを相手に初めて男女の関係を結ぶ。メア・ウィニンガムはこの処女を演じているときは妊婦だった。
デイル・ビバーマン（Dale Biberman）
演 - アンディ・マクダウェル
病院の研修医師。カービーの恋の対象。

## 日本語吹替
| 役名                         | 俳優                           | 日本語吹替                                                                | 日本語吹替                                |
| 役名                         | 俳優                           | テレビ東京版                                                              | ザ・シネマ版                              |
| ---------------------------- | ------------------------------ | ------------------------------------------------------------------------- | ----------------------------------------- |
| カービー・キーガー           | エミリオ・エステベス           | 天田真人                                                                  | 新祐樹                                    |
| ビリー・ヒックス             | ロブ・ロウ                     | 室園丈裕                                                                  | 武内駿輔                                  |
| ケヴィン・ドレンツ           | アンドリュー・マッカーシー     | 内田夕夜                                                                  | 畠中祐                                    |
| ジュールズ・ヴァン・パッテン | デミ・ムーア                   | 鈴木麻里子                                                                | ファイルーズあい                          |
| アレック・ニューベリー       | ジャド・ネルソン               | 坪井智浩                                                                  | 石川界人                                  |
| レズリー・ハンター           | アリー・シーディ               | 魏涼子                                                                    | 早見沙織                                  |
| ウェンディ・ビーミッシュ     | メア・ウィニンガム             | 鬼頭典子                                                                  | 花澤香菜                                  |
| デイル・ビバーマン           | アンディ・マクダウェル         | 湯屋敦子                                                                  | 森なな子                                  |
| ウェンディの父親             | マーティン・バルサム           | 福田信昭                                                                  | 浦山迅                                    |
| ウェンディの母親             | ジョイス・ヴァン・パタン       | 沢田敏子                                                                  | 渡辺ゆかり                                |
| フェリシア・ヒックス         | ジェニー・ライト               | 平林早苗                                                                  | 櫻庭有紗                                  |
| ウォーリー                   | ブレイク・クラーク             |                                                                           | 野川雅史                                  |
| ハーウィ・クランツ           | ジョン・カトラー               |                                                                           | 越後屋コースケ                            |
| ロン・デッラサンドロ         | マシュー・ローレンス           |                                                                           | 水越健                                    |
| ジュディス                   | ジーナ・ヘクト                 |                                                                           | 松浦裕美子                                |
| ナオミ                       | アンナ・マリア・ホースフォード |                                                                           | ニケライ・ファラナーゼ                    |
| デイルの恋人                 | ジェームス・カリントン         |                                                                           | 平田広明                                  |
| キム・サン・ホー             | マリオ・マチャド               |                                                                           | 竜門睦月                                  |
| リビー                       | エリザベス・アーレン           |                                                                           | 島形麻衣奈                                |
| その他                       |                                | 隈本吉成 奥田啓人 よのひかり 田中一永 清水千恵 大野エリ 加藤将之 大鐘則子 | 佐伯美由紀 いとうさとる 左座翔丸          |
|                              |                                |                                                                           |                                           |
| 演出                         |                                | 佐々木由香                                                                | 依田孝利                                  |
| 翻訳                         |                                | 田尾友美                                                                  | 小寺陽子                                  |
| 調整                         |                                | 柴田敏幸                                                                  |                                           |
| プロデューサー               |                                |                                                                           | 井伊直子                                  |
| 制作                         |                                | 東北新社                                                                  | 東北新社                                  |
| 制作担当                     |                                | バブルネック涼 五十嵐智之 荒谷美州砂 （いずれもテレビ東京）               | 邑中藍子                                  |
| 制作協力                     |                                | 高柴隆一 （HEATHER）                                                      |                                           |
| 初回放送                     |                                | 2005年6月8日 『午後のロードショー』 13:30-15:30                           | 2022年11月23日 21:00-23:00 ノーカット放送 |

- 現在いずれのソフトにも日本語吹き替えは収録されていない。

## 注
1985年のもう一つの作品『ブレックファスト・クラブ』にもエステベス、ネルソン、シーディは出演している。『ブレックファスト・クラブ』では、この3人（各々22、25、22歳）がアンソニー・マイケル・ホールとモリー・リングウォルド（この映画の中では唯一のブラット・パック俳優に入っていない）と共に高校生を演じている一方で同じ年の『セント・エルモス・ファイアー』で彼らは大学卒業生を演じている。
映画の題名は映画のクライマックスでビリーがジュールズを慰める場面のセリフからの引用である。
「これはセントエルモの火だ。暗い空ならどこでも見ることのできる放電の光さ。船乗りは航海の間はずっとこの光に導かれて船を進めたということだけど、これはジョークさ。これは火じゃないし、セントエルモですらない。これは船乗りがでっち上げたものだよ。君がアレやコレやを吹いて回っているように困難な状況の時でも進み続けなくちゃならないからそんなことをでっち上げたんだ。僕らは皆これを乗り越えなきゃならない。今が正念場なんだよ。」
ビリーの説明は科学的には不正確であり、実際は：
- セントエルモの火は実在するが実際は火では無く電気的現象である。
- セントエルモの火は空中ではなく、むしろ船のマスト周辺に現れるものである。それ故にセントエルモの火で船の針路を決めることはできない。
- 「セント・エルモ」（"St. Elmo"）は、スペイン語とポルトガル語が話される世界で「セント・テルモ」（"St Telmo"）と「セント・エルモ」（"St. Elmo"）として知られるフォルミアの聖エラスムスとセント・ピーター・ゴンザレス（Saint Peter Gonzalez）という2人のカトリックの聖人の綽名である。この2人の聖人は船乗りの守護聖人と考えられているが、実在したかどうかは不明である。

この映画は1983年の映画『ビッグ・チル』（The Big Chill、邦題『再会の時』）に対して「リトル・チル」と呼ばれることもある。

## サウンドトラック
主題歌の"セント・エルモス・ファイアー（マン・イン・モーション）"（St. Elmo's Fire (Man in Motion)）はカナダの作曲家デイヴィッド・フォスターの作品でジョン・パーが歌った。このヒット曲は、脊髄損傷の認知度を上げるために当時世界中を車椅子で回っていたカナダ人運動選手のリック・ハンセン（Rick Hansen）のために書かれた。ハンセンの旅は「マン・イン・モーション ツアー」と呼ばれていたが、詩は映画の中の登場人物たちが人生の新しくわくわくするようではあるが少し怖いようにも感じるような時期に差し掛かる姿に結びついている。光や火から類推されるのは、自らを如何なる存在なのかを模索する者が未知の中で探している道しるべや自身の中で燃え盛る新たな「火」としての役割である。この曲はジョン・パーのどのアルバムにも収録されていない。
映画の中で登場人物達がセント・エルモス・バー&レストランに入店するときに流れる"ギブ・ハー・ア・リトル・ドロップ・モア"（Give Her A Little Drop More）の歌はイギリスのジャズ・トランペッターのジョン・チルトン（John Chilton）が書いた。
"セント・エルモス・ファイアー（マン・イン・モーション）"は1985年9月に2週に渡りビルボード・ミュージック・チャートの第1位を獲得し、"セント・エルモス・ファイアー、愛のテーマ"（デイヴィッド・フォスター作のインストゥルメンタルの映画テーマ曲）は第15位までになった。エイミー・ホーランド（Amy Holland）とドニー・ゲラード（Donny Gerrard）の歌うフォー・ジャスト・ア・モーメント（For Just a Moment）という題名のもう1曲の"セント・エルモス・ファイアー、愛のテーマ"がサウンドトラック・アルバムの最後の曲として収録された。

## 撮影場所
架空のセント・エルモス・バーがハリウッドの中に建てられた。セント・エルモス・バーは無名のジョージタウンにあるレストランのザ・トム（The Tombs、1226 36th St. NW）を基にしていたが、外観はサード・エディション（Third Edition、1218 Wisconsin Avenue）というジョージタウンにある別のバーを使用した。大学での場面はメリーランド大学カレッジパーク校で撮影された。

## 評価
『セント・エルモス・ファイアー』はRotten Tomatoesで27中13位、48%の「ロッテン」・レートを獲得した。

## 受賞と受賞候補
ロブ・ロウはこの映画でゴールデンラズベリー賞の最低助演男優賞を受賞した。
主題歌の"セント・エルモス・ファイアー（マン・イン・モーション）"は1986年度アカデミー賞の歌曲賞にノミネートされたが、曲がこの映画のために書かれたものではなかったため不適格とみなされて受賞を逃した。この曲は映画ができる以前に書かれ、映画の題名はこの曲に触発されてつけられた。そこでジョエル・シュマッカーは"セント・エルモス・ファイアー（マン・イン・モーション）"を映画の主題歌にした。
デイヴィッド・フォスターのインストゥルメンタル作品（"セント・エルモス・ファイアー、愛のテーマ"）も1986年度グラミー賞の最優秀ポップス・インストゥルメンタル賞（Best Pop Instrumental Performance）にノミネートされたがヤン・ハマーの"マイアミ・バイスのテーマ"（Miami Vice Theme）に敗れた。

## テレビドラマ化
『ハリウッド・リポーター』誌によると2009年8月14日にABCは、このジョエル・シュマッカー作品をコメディ調のテレビドラマにする権利を獲得した。『ザット'70sショー』出身のトファー・グレイス、ダン・ブカティンスキー（Dan Bucatinsky）やジェイミー・ターセス（Jamie Tarses）らの出演者と共にシュマッカーは既にプロデューサーに就任しており、ブカティンスキーが脚本を書いている。映画と同様にジョージタウン大学を卒業したばかりの友人グループの若者達が大人の世界と折り合いを付けていく姿を描いている。映画では7人の設定であったが、このTVドラマ版では少し捻って6人（男性3人、女性3人）に、映画の「セント・エルモス・バー & レストラン」は「セント・エルモス・バー & グリル」に変更が予定されている。
1992年に日本で放映されたフジテレビのドラマ「愛という名のもとに」は、セント・エルモス・ファイヤーをモチーフにしていると言われている。